# 이토랜드
이토랜드(eTOLAND)는 2010년에 서비스를 시작한 대한민국의 커뮤니티이다.